# Депутаты Верховного Совета Республики Казахстан XII созыва
Депутаты Верховного Совета Республики Казахстан (до 1991 года Казахской ССР) XII созыва (1990—1993). Избраны на выборах Верховного Совета Казахской ССР 1990 года. Верховный Совет начал свою каденцию 24 апреля 1990 года и функционировал до 13 декабря 1993 года. Из 360 депутатских мандатов 270 избирались по одномандатным мажоритарным избирательным округам, 90 мандатов было выделено для общественных и творческих организаций (в том числе для Коммунистической партии Казахстана, Совета профсоюзов Казахстана, Ленинского коммунистического союза молодёжи Казахстана, Союза юристов Казахстана, Академии наук КазССР, потребкооперации, Казахского республиканского совета женщин, Республиканского совета колхозов, Казахского комитета солидарности стран Азии и Африки, Казахской ассоциации содействия Организации Объединённых Наций, Казахского комитета защиты мира, Казахского отделения Советского фонда мира, Казахского республиканского союза научных и инженерных обществ, Казахского республиканского общества изобретателей и рационализаторов, Казахской республиканской организации ветеранов войны и труда, Казахского добровольного общества борьбы за трезвость, Казахского республиканского совета ВДСО профсоюзов, Казахского республиканского совета ВДСО «Трудовые резервы», Восточного отделения Всесоюзной академии сельскохозяйственных наук им. В. И. Ленина, республиканского общества «Знание», общества «Книга» Казахской ССР, Казахского общества охраны памятников истории и культуры, Музыкального общества Казахской ССР, Союза писателей Казахстана, Союза театральных деятелей Казахстана, Союза кинематографистов Казахстана, Союза журналистов Казахстана, Союза дизайнеров Казахстана, Союза художников Казахстана). В первом туре выборов были избраны 131 депутат по округам (в 139 округах затем прошло повторное голосование) и 81 депутат от организаций. В Верховном Совете двенадцатого созыва казахи составляли 54,2 %, русские — 28,8 %. Среди депутатов 342 члена КПСС, 18 беспартийных. 136 депутатов (около 1/3) постоянно проживали в Алма-Ате. 

## Список народных депутатов Казахской ССР, избранных от избирательных округов и общественных организаций
1. Аббазов, Эркин, директор совхоза им. XXIII съезда КПСС, член КПСС, с. Старый Икан Туркестанского района. От Туркестанского сельского избирательного округа № 8268 Чимкентской области.
2. Абдильдин, Серикболсын Абдильдаевич, постоянный представитель Совета Министров Казахской ССР при Совете Министров СССР, член КПСС, г. Москва. От Беловодского избирательного округа № 261 Чимкентской области.
3. Абдраимов, Алмабай, заведующий автомагазином Балхашского райпо, член КПСС, с. Кок-Жиде Балхашского района Алма-Атинской области. От потребительской кооперации Казахской ССР.
4. Абдулин, Айтмухамед Абдуллаевич, вице-президент Академии наук Казахской ССР, директор Института геологических наук им. К. И. Сатпаева АН Казахской ССР, член КПСС, г. Алма-Ата. От Академии наук Казахской ССР.
5. Абдыкаримов, Оралбай, заведующий Отделом организационно-партийной и кадровой работы ЦК Компартии Казахстана, член КПСС, г. Алма-Ата. От Коммунистической партии Казахстана.
6. Агабеков, Толе, механизатор колхоза им. А. Навои, член КПСС, с. Турбат Ленинского района. От Ленинского избирательного округа № 259 Чимкентской области.
7. Айжулов, Ерсен Габиденович, машинист тепловоза локомотивного депо Карагандинского отделения дороги, член КПСС, г. Караганда. От Транспортного избирательного округа № 109 Карагандинской области.
8. Аймагамбетов, Избаскан Нуритдинович, главный врач Актюбинской областной клинической больницы, член КПСС, г. Актюбинск. От Октябрьского избирательного округа № 46 Актюбинской области.
9. Айтаханов, Куаныш Айтаханулы, первый секретарь Арысского горкома Компартии Казахстана, председатель Арысского городского Совета народных депутатов, член КПСС, г. Арысь. От Арысского избирательного округа № 253 Чимкентской области.
10. Айтимова, Бырганым Сариевна, заместитель председателя Казахского отделения Советского детского фонда им. В. И. Ленина, член КПСС, с. Алма-Ата. От Ленинского Коммунистического Союза Молодежи Казахстана.
11. Акуев, Николай Ильич, ведущий научный сотрудник Института философии и права Академии наук Казахской ССР, член КПСС, г. Алма-Ата. От Союза юристов Казахстана.
12. Акынов, Оразгали, старший чабан совхоза «Каракемир» Джамбулсного района, член КПСС, с. Каракемир. От Джамбулского избирательного округа № 81 Джамбулской области.
13. Алдажарова, Ажаркул (каз.), рисовод совхоза «Кзыл ту» Казалинского района Кзыл-Ординской области, член КПСС, с. Аксуат. От женских советов, объединяемых Казахским республиканским советом женщин.
14. Алиев, Мухтар Алиевич, директор Казахского научно-исследовательского института клинической и экспериментальной хирургии им А. Н. Сызганова, академик Академии наук Казахской ССР, член КПСС, г. Алма-Ата. От Кзылкумского избирательного округа № 256 Чимкентской области.
15. Алиев, Серик Джумашевич, председатель колхоза им. Мичурина, член КПСС, с. Бельбулак Талгарского района Алма-Атинской области. От колхозов, объединяемых Республиканским советом колхозов.
16. Алимжанов, Ануарбек Турлыбекович, председатель Казахского комитета защиты мира, писатель, член КПСС, г. Алма-Ата. От Казахского комитета солидарности стран Азии и Африки, Казахской ассоциации содействия Организации Объединённых Наций, Казахского комитета защиты мира, Казахского отделения Советского фонда мира.
17. Амерханов, Баймерден Адылханович, второй секретарь Талды-Курганского обкома Компартии Казахстана, член КПСС, г. Талды-Курган. От Андреевского избирательного округа № 210 Талды-Курганской области.
18. Ануфриев, Владислав Григорьевич, второй секретарь ЦК Компартии Казахстана, член КПСС, г. Алма-Ата. От Казалинского избирательного округа № 127 Кзыл-Ординской области.
19. Арыстанбеков, Турмаганбет, старший скотник совхоза «Кумузекский» Мойынкумского района, член КПСС, с. Кумузек. От Мойынкумского избирательного округа № 87 Джамбулской области.
20. Асанбаев, Ерик Магзумович, секретарь ЦК Компартии Казахстана, член КПСС, г. Алма-Ата. От Глубоковского избирательного округа № 58 Восточно-Казахстанской области.
21. Атабаев, Мухан Джумагалиевич (каз.), генеральный директор Джамбулского производственного объединения «Химпром», член КПСС, г. Джамбул. От Строительного го округа № 77 области.
22. Атмачиди, Аким Иванович, генеральный директор Семипалатинского производственного объединения сборного железобетона, член КПСС, г. Семипалатинск. От Цемзаводского избирательного округа № 196 Семипалатинской области.
23. Ахмедов, Мамет Тимурович, старший чабан совхоза «Илийский», член КПСС, с. Карает Илийского района Алма-Атинской области. От Междуреченского избирательного округа № 24 Алма-Атинской области.
24. Ахметбеков, Маркен Ахметбекович, второй секретарь Северо-Казахстанского обкома Компартии Казахстана, член КПСС, г. Петропавловск. От Ленинского избирательного округа № 184 Северо-Казахстанской области.
25. Ахметов, Тулебай Нургалиевич, второй секретарь Кустанайского обкома Компартии Казахстана, член КПСС, г. Кустанай. От Фёдоровского избирательного округа № 162 Кустанайской области.
26. Ауэзов, Мурат Мухтарович, председатель Главной редакционной коллегии по художественному переводу и литературным взаимосвязям при Союзе писателей Казахстана, член КПСС, г. Алма-Ата. От профессиональных союзов Казахстана.
27. Байгельдиев, Умирбек Байгельдиевич, первый секретарь Курдайского райкома Компартии Казахстана, председатель Курдайского районного Совета народных депутатов, член КПСС, с. Георгиевка. От Курдайского избирательного округа № 83 Джамбулской области.
28. Байдахметова, Рыскуль, доярка совхоза им. Чкалова Чуйского района, член КПСС, С. Бирликустем. От Новотроицкого избирательного округа № 9 92 Джамбулской области.
29. Байкаданов, Дидахмет Кабдолович, мараловод Катон-Карагайского мараловодческого совхоза, член КПСС, с. Берель Катон-Карагайского района. От Восточного избирательного округа № 61 Восточно-Казахстанской области.
30. Баймаганбетов, Жаксыбай Байжесенович, буровой мастер Тургайской геологоразведочной экспедиции, беспартийный, г. Аркалык. От Аркалыкского избирательного округа № 147 Кустанайской области.
31. Баймуратов, Уразгельды Баймуратович, председатель совета по изучению производительных сил Академии наук Казахской ССР, член КПСС, г. Алма-Ата. От Казахского республиканского союза научных и инженерных обществ, Казахского республиканского общества изобретателей и рационализаторов.
32. Байтасов, Багатурбек Байтасович, председатель Алма-Атинской секции Советского комитета ветеранов войны, член КПСС, г. Алма-Ата. От Казахской республиканской организации ветеранов войны и труда.
33. Балгынбаев, Баймахан (каз.), главный врач сельской участковой больницы совхоза «Большевик», член КПСС, с. Победа Кировского района. От Кировского избирательного округа № 257 Чимкентской области.
34. Балин, Василий Фёдорович, первый заместитель председателя правления Казпотребсоюза, член КПСС, г. Алма-Ата. От потребительской кооперации Казахской ССР.
35. Барсуков, Анатолий Иванович, бригадир Каскеленского опытного хозяйства Казахского института земледелия, член КПСС, пос. Джамбул Каскеленского района Алма-Атинской области. От Каменского избирательного округа № 27 Алма-Атинской области.
36. Барченко, Борис Иванович, отбивщик ртути Усть-Каменогорского свинцово-цинкового комбината, член КПСС, г. Усть-Каменогорск. От Октябрьского избирательного округа Восточно-Казахстанской области.
37. Бейсенбаева, Кулпаршин Айдархановна, свинарка совхоза «Боралдайский» Алгабасского района, член КПСС, с. Боралдай. От Алгабасского избирательного округа № 254 Чимкентской области.
38. Бектемисов, Анет Иманакишевич, первый заместитель председателя Госкомитета по строительству, министр Казахской ССР, член КПСС, г. Алма-Ата. От Кургальджинского избирательного округа № 240 Целиноградской области.
39. Бектурсынов, Изгарбек, первый секретарь Куртинского райкома Компартии Казахстана, член КПСС, с. Акчи Куртинского района Алма-Атинской области. От Баканасского избирательного округа № 22 Алма-Атинской области.
40. Бозжигитова, Кусниза Капсалямовна, доярка совхоза «Кызылкураминский», член КПСС, с. Кызылкурама Майского района Павлодарской области. От Коммунистической партии Казахстана.
41. Бойков, Геннадий Александрович, машинист тепловоза локомотивного депо города Джамбула, член КПСС, г. Джамбул. От Коммунистической партии Казахстана.
42. Ботов, Анатолий Петрович, директор Карагандинского завода отопительного оборудования, член КПСС, г. Караганда. От Октябрьского избирательного округа № 107 Карагандинской области.
43. Брусник, Дмитрий Яковлевич, председатель Кустанайского областного совета ветеранов войны и труда, член КПСС, г. Кустанай. От Казахского республиканского совета ветеранов войны и труда.
44. Брынкин, Виталий Алексеевич, председатель исполкома Кзыл-Ординского областного Совета народных депутатов, член КПСС, г. Кзыл-Орда. От Аральского избирательного округа № 126 Кзыл-Ординской области.
45. Булеев, Тлепкабыл(каз.), первый секретарь Чапаевского райкома Компартии Казахстана, член КПСС, г. Чапаев. От Чапаевского избирательного округа № 223 Уральской области., первый секретарь Чапаевского райкома Компартии Казахстана, член КПСС, г. Чапаев. От Чапаевского избирательного округа № 223 Уральской области.
46. Бутина, Мереке Сагимбаевна, председатель республиканского комитета профсоюза медицинских работников, член КПСС, г. Алма-Ата. От профессиональных союзов Казахстана.
47. Васильев, Геннадий Борисович, военнослужащий, член КПСС, г. Алма-Ата. От Энергетического избирательного округа № 25 Алма-Атинской области.
48. Вебер, Рудольф Яковлевич, начальник Лебяжинского автотранспортного предприятия «Агропромтранс», член КПСС, с. Лебяжье. От Лебяжинского избирательного округа № 170 Павлодарской области.
49. Гаврилюк, Станислав Иванович, агроном-бригадир тракторно-полеводческой бригады опытного хозяйства Всесоюзного научно-исследовательского института зернового хозяйства, член КПСС, с. Дамса Шортандинского района Целиноградской области. От профессиональных союзов Казахстана.
50. Гартман, Владимир Карлович, председатель исполкома Уральского областного Совета народных депутатов, член КПСС, г. Уральск. От Пушкинского избирательного округа № 224 Уральской области.
51. Герасименко, Юрий Георгиевич, военнослужащий, член КПСС, г. Приозерск. От Коктасского избирательного округа № 101 Джезказганской области.
52. Даулетов, Куралбек Зинешевич, старший косячник совхоза «Котельниковский», член КПСС, с. Котельниково Тайпакского района Уральской области. От Коммунистической партии Казахстана.
53. Двуреченский, Валентин Иванович, секретарь ЦК Компартии Казахстана, член КПСС, г. Алма-Ата. От Урицкого избирательного округа № 161 Кокчетавской области.
54. Демисенова, Культай Ашимовна, первый секретарь Комсомольского райкома Компартии Казахстана, член КПСС, р. п. Комсомолец. От Комсомольского избирательного округа № 155 Кустанайской области.
55. Джаганова, Алтыншаш Каиржановна, главный редактор журнала «Казахстан айелдери», член КПСС, г. Алма-Ата. От женских советов, объединяемых Казахским республиканским советом женщин.
56. Джанибеков, Узбекали, секретарь ЦК Компартии Казахстана, член КПСС, г. Алма-Ата. От Джаныбекского избирательного округа № 222 Уральской области.
57. Джолдасбеков, Мырзатай, заведующий Идеологическим отделом ЦК Компартии Казахстана, член КПСС, г. Алма-Ата. От Коммунистической партии Казахстана.
58. Джумадильдаев, Аскар Серкулович, главный научный сотрудник Института математики и механики Академии наук Казахской ССР, член КПСС, г. Алма-Ата. От Ленинского Коммунистического Союза Молодежи Казахстана.
59. Джумальдимов, Таукен Мухамедьярович, бригадир комплексной бригады совхоза им. Свердлова Ульяновского района, член КПСС, с. Сартобе. От Ульяновского избирательного округа № 123 Карагандинской области.
60. Догалаков, Амантай Айтмурзанович, директор совхоза «Жанасемейский» Жанасемейского района, член КПСС, с. Новобаженово. От Жанасамейского избирательного округа № 197 Семипалатинской области.
61. Досмухамбетов, Темеркан Мынайдырович, заместитель председателя Казахского республиканского совета ВДСО «Трудовые резервы», член КПСС, г. Алма-Ата. От Казахского добровольного общества борьбы за трезвость, Казахского республиканского совета ВДСО профсоюзов, Казахского республиканского совета ВДСО «Трудовые резервы».
62. Дрожжин, Сергей Васильевич, старший вальцовщик листопрокатного цеха № 2 Карагандинского металлургического комбината, член КПСС, г. Темиртау. От Коммунистической партии Казахстана.
63. Дуйсембаев, Масхут Куликбаевич, второй секретарь Павлодарского обкома Компартии Казахстана, член КПСС, г. Павлодар. От Калининского избирательного округа № 177 Павлодарской области.
64. Думчев, Владимир Зиновьевич (каз.), второй секретарь Кзыл-Ординского обкома Компартии Казахстана, член КПСС, г. Кзыл-Орда. От Сырдарьинского избирательного округа № 129 Кзыл-Ординской области.
65. Егорин, Николай Гаврилович, председатель колхоза «Родина» Шемонаихинского района, член КПСС, с. Выдриха Шемонаихинского района Восточно-Казахстанской области. От колхозов, объединяемых Республиканским советом колхозов.
66. Еремин, Александр Павлович, буровой мастер Узенского управления буровых работ производственного объединения «Мангышлакнефть», член КПСС, г. Новый Узень Гурьевской области. От Коммунистической партии Казахстана.
67. Еременко, Анатолий Семёнович, председатель исполкома Семипалатинского областного Совета народных депутатов, член КПСС, г. Семипалатинск. От Кокпектинского избирательного округа № 202 Семипалатинской области.
68. Есенов, Шахмардан, заведующий кафедрой Казахского политехнического института, член КПСС, г. Алма-Ата. От Академии наук Казахской ССР.
69. Есимханов, Куат Есимханович, первый секретарь Ермаковского горкома Компартии Казахстана, член КПСС, г. Ермак. От Майского избирательного округа № 167 Павлодарской области.
70. Жакупов, Серикхан, первый заместитель прокурора г. Алма-Аты, член КПСС, г. Алма-Ата. От Союза юристов Казахстана.
71. Жанатов, Кошкинбай Жанатович, председатель правления колхоза им. XXII съезда КПСС, член КПСС, с. Алдабергеново Талды-Курганского района. От Карабулакского избирательного округа № 217 Талды-Курганской области.
72. Жангелова, Майра Бельгибаевна (каз.), и. о. заведующего кафедрой клинической лабораторной диагностики с курсом клинической фармакологии мединститута, член КПСС, г. Семипалатинск. От женских советов, объединяемых Казахским республиканским советом женщин.
73. Жмурин, Анатолий Александрович, бригадир тракторно-полеводческой бригады совхоза «Сандыктауский», член КПСС, с. Сандыктау Балкашинского района. От Балкашинского избирательного округа № 235 Целиноградской области.
74. Жотабаев, Нигмет Рахметович, председатель Семипалатинского облсовпрофа, член КПСС, г. Семипалатинск. От профессиональных союзов Казахстана.
75. Жумабаев, Кызыр Ибраевич, первый секретарь Энбекшильдерского райкома Компартии Казахстана, член КПСС, г. Степняк. От Энбекшильдерского избирательного округа № 141 Кокчетавской области.
76. Жунусов Рымбек, первый секретарь Актогайского райкома Компартии Казахстана, председатель Актогайского районного Совета народных депутатов, член КПСС, с. Актогай. От Актогайского избирательного округа № 99 Джезказганской области.
77. Жусупов, Кайрат Зияевич, начальник Секретариата Верховного Совета Казахской ССР, член КПСС, г. Алма-Ата. От Зерендинского избирательного округа № 136 Кокчетавской области.
78. Зенченко, Геннадий Иванович, директор совхоза «Новоникольский», член КПСС, с. Новоникольское Бишкульского района. От Бишкульского избирательного округа № 182 Северо-Казахстанской области.
79. Зиманов, Салык Зиманович, заведующий отделом теории и истории государства Института философии и права АН Казахской ССР, член КПСС, г. Алма-Ата. От Академии наук Казахской ССР.
80. Золотарёв, Евгений Михайлович, первый секретарь Актюбинском обкома Компартии Казахстана, член КПСС, г. Актюбинск. От Комсомольского избирательного округа № 44 Актюбинской области.
81. Зорич, Владимир Владимирович, бригадир тракторно-полеводческой бригады колхоза им. В. И. Ленина, беспартийный, с, Борисовка Атбасарского района. От Атбасарского избирательного округа № 234 Целиноградской области.
82. Ибраев, Жамбул, старший производственный мастер Джезказганского медьзавода, член КПСС, г. Джезказган. От Дворцового избирательного округа № 94 Джезказганской области.
83. Избанов, Мухит Каримович (каз.), секретарь парткома совхоза «Хлебодаровский» Актюбинского района Актюбинской области, член КПСС, пос. Хлебодаровка. От Коммунистической партии Казахстана.
84. Ильяшенко, Юрий Михайлович, первый секретарь Глубоковского райкома Компартии Казахстана, член КПСС, р. п. Глубокое Глубоковского района. От Кировского избирательного округа № 59 Восточно-Казахстанской области.
85. Исабаев, Слям Мухамеджанович, начальник УВД Алма-Атинского облисполкома, член КПСС, г. Алма-Ата. От Ленинского избирательного округа № 26 Алма-Атинской области.
86. Исергепов, Искак Наушинович, хирург Кустанайской областной больницы, член КПСС, г. Кустанай. От Камышнинского избирательного округа № 157 Кустанайской области.
87. Исингарин, Нигматжан Кабатаевич, начальник Алма-Атинской железной дороги, член КПСС, г. Алма-Ата. От Железнодорожного избирательного округа № 15 г. Алма-Аты.
88. Искаков, Жиянбет Сагындыкович, чабан-наставник комсомольско-молодёжной бригады «Жас-Талап» совхоза «Сарыадырский», член КПСС, с. Кирове Валихановского района Кокчетавской области. От профессиональных союзов Казахстана.
89. Искакова, Галина Якуповна, председатель правления Ленинского районного потребительского союза, член КПСС, р. п. Батамшинск Актюбинской области. От потребительской кооперации Казахской ССР.
90. Исыкпаева, Саташ Юсуповна, председатель профкома нефте-газодобывающего управления «Кульсарынефть» производственного объединения «Тенгизнефтегаз», п. Кульсары Гурьевской области. От профессиональных союзов Казахстана.
91. Каландаришвили, Вячеслав Валерианович, генеральный директор производственного объединения «Экибастузуголь», член КПСС, г. Экибастуз. От Горного избирательного округа № 173 Павлодарской области.
92. Калиаскаров, Мейрамгали Муканович, председатель колхоза «Путь Ильича» Саркандского района, член КПСС, с. Веселов. От Саркандского избирательного округа № 216 Талды-Курганской области.
93. Калиев, Ауталиф Елтренович, член президиума Восточно-Казахстанского областного совета ветеранов войны и труда, член КПСС, г. Усть-Каменогорск. От Казахской республиканской организации ветеранов войны и труда.
94. Калиев, Гани Алимович, директор Казахского научно-исследовательского института экономики и организации агропромышленного комплекса, член КПСС, г. Алма-Ата. От научных организаций и учреждений Восточного отделения Всесоюзной академии сельскохозяйственных наук им. В. И. Ленина.
95. Калиев, Жекен, первый заместитель председателя правления общества «Книга» Казахской ССР, член КПСС, г. Алма-Ата. От республиканского общества «Знание», общества «Книга» Казахской ССР, Казахского общества охраны памятников истории и культуры, Музыкального общества Казахской ССР.
96. Калкаев, Шамиль Мухамеджанович, генеральный директор производственно-торгового текстильно-швейного объединения, член КПСС, г. Кустанай. От Куйбышевского избирательного округа № 146 Кустанайской области.
97. Караманов, Узакбай, Председатель Совета Министров Казахской ССР, член КПСС, г. Алма-Ата. От Махамбетского избирательного округа № 69 Гурьевской области.
98. Карбаев, Кайреден Карбаевич, председатель исполкома Целиноградского областного Совета народных депутатов, член КПСС, г. Целиноград. От Астраханского избирательного округа № 233 Целиноградской области.
99. Карибжанов, Жаныбек Салимович, заведующий Аграрным отделом ЦК Компартии Казахстана, член КПСС, г. Алма-Ата. От Маканчинского избирательного округа № 205 Семипалатинской области.
100. Каюпова, Нина Амировна, директор научно-исследовательского института акушерства и гинекологии Минздрава Казахской ССР, член КПСС, г. Алма-Ата. От женских советов, объединяемых Казахским республиканским советом женщин.
101. Кекилбаев, Абиш, заведующий Отделом национальных отношений ЦК Компартии Казахстана, член КПСС, г. Алма-Ата. От Баянаульского избирательного округа № 166 Павлодарской области.
102. Кизатов, Жалел Кизатович, председатель комиссии Кзыл-Ординского областного совета ветеранов войны и труда, член КПСС, г. Кзыл-Орда. От Казахской республиканской организации ветеранов войны и труда.
103. Ким, Николай Николаевич, начальник Зыряновской геолого-разведочной экспедиции, член КПСС, г. Зыряновск. От Зыряновского избирательного округа № 56 Восточно-Казахстанской области.
104. Киргизалиев, Бейсенали (каз.), инспектор Келесского районного отдела народного образования, член КПСС, с. Абай. От Келесского избирательного округа № 265 Чимкентской области.
105. Клочков, Юрий Алексеевич, председатель исполкома Джамбулского областного Совета народных депутатов, член КПСС, г. Джамбул. От Джувалинского избирательного округа № 82 Джамбулской области.
106. Кобзев, Александр Сергеевич, военный руководитель средней школы № 19 г. Усть-Каменогорска, член КПСС, г. Усть-Каменогорск. От Ленинского Коммунистического Союза Молодежи Казахстана.
107. Кожагельдиев, Максим Каспакбаевич, чабан комсомольско-молодёжной овцеводческой бригады «Балауса» совхоза «Уюкский», член КПСС, с. Уюк Таласского района Джамбулской области. От Ленинского Коммунистического Союза Молодежи Казахстана.
108. Козыбаев, Манаш Кабашевич, директор Института истории, археологии и этнографии имени Ч. Ч. Валиханова АН Казахской ССР, член КПСС, г. Алма-Ата. От Академии наук Казахской ССР.
109. Конырбаев, Жадырасын, генеральный директор агрокомбината «Мангышлак», член КПСС, г. Шевченко. От Мангистауского избирательного округа № 72 Гурьевской области.
110. Конысбаев, Айтбай Мамышевич, заместитель начальника УВД Семипалатинского облисполкома по следствию, член КПСС, г. Семипалатинск. От Союза юристов Казахстана.
111. Корнев, Василий Евсеевич, первый секретарь Кустанайского горкома Компартии Казахстана, член КПСС, г. Кустанай. От Джамбулского избирательного округа № 145 Кустанайской области.
112. Косой, Анатолий Григорьевич, генеральный директор Усть-Каменогорского цементного завода, член КПСС, с. Новая Бухтарма Серебрянского района. От Бухтарминского избирательного округа № 57 Восточно-Казахстанской области.
113. Кочетова, Лидия Васильевна, Ткачиха Алма-Атинского хлопчатобумажного комбината, член КПСС, г. Алма-Ата. От профессиональных союзов Казахстана.
114. Крамарев, Виктор Григорьевич, председатель исполкома Кокчетавского областного Совета народных депутатов, член КПСС, г. Кокчетав. От Зерендинского избирательного округа № 135 Кокчетавской области.
115. Крепак, Пётр Иванович, председатель республиканского комитата профсоюза работников строительства и промстройматериалов, член КПСС, г, Алма-Ата. От профессиональных союзов Казахстана.
116. Кудрявцев, Михаил Сергеевич, водитель Сарыагачского пассажирского автотранспортного предприятия, член КПСС, г. Сарыагач, От Сарыагачского избирательного округа № 263 Чимкентской области.
117. Кузьмин, Эдуард Константинович, председатель группового комитета профсоюза № 147 производственного объединения «Прикаспийский горно-металлургический комбинат», член КПСС, г. Шевченко. От Прикаспийского избирательного округа № 75 Гурьевской области.
118. Кулагин, Сергей Витальевич, первый заместитель председателя исполкома Целиноградского областного Совета народных депутатов, председатель Целиноградского областного агропромышленного комитета, член КПСС, г. Целиноград. От Алексеевского избирательного округа № 232 Целиноградской области.
119. Куленов, Ахат Салемхатович, генеральный директор производственного объединения «Казполиметалл», директор Усть-Каменогорского свинцово-цинкового комбината им. В. И. Ленина, член КПСС, г. Усть-Каменогорск. От Коммунистической партии Казахстана.
120. Куликов, Сергей Викторович, директор совхоза «Казахстан» Молодёжного района Карагандинской области, член КПСС, с. Иртышское. От Ленинского Коммунистического Союза Молодежи Казахстана.
121. Кулмаханов, Шалбай Кулмаханович, председатель исполкома Северо-Казахстанского областного Совета народных депутатов, член КПСС, г, Петропавловск. От Сергеевского избирательного округа № 186 Северо-Казахстанской области.
122. Куренкеев, Дуйсен Султанович, председатель правления Семипалатинского облпотребсоюза, член КПСС, г. Семипалатинск. От потребительской кооперации Казахской ССР.
123. Лебедев, Сергей Александрович, механизатор совхоза им. Свердлова Орджоникидзевского района, член КПСС, с. Свердловка. От Орджоникидзевского избирательного округа № 158 Кустанайской области.
124. Ляпкало, Павел Николаевич, бригадир кормодобывающей бригады совхоза «Урожайный», член КПСС, с. Урожайное Куйбышевского района. От Куйбышевского избирательного округа № 139 Кокчетавской области.
125. Мананков, Владимир Григорьевич, второй секретарь Алма-Атинского обкома Компартии Казахстана, член КПСС, г. Алма-Ата. От Чилийского избирательного округа № 32 Алма-Атинской области.
126. Мансуров, Таир Аймухаметович, второй секретарь Карагандинского обкома Компартии Казахстана, член КПСС, г. Караганда. От Каркаралинского избирательного округа № 140 Карагандинской области.
127. Мауметов, Шаймерден, начальник Челкарской дистанции сигнализации и связи, член КПСС, г. Челкар. От Челкарского избирательного округа № 48 Актюбинской области.
128. Медиев, Касимбек, второй секретарь Джезказганского обкома Компартии Казахстана, член КПСС, г. Джезказган. От. Агадырского избирательного округа № 98 Джезказганской области.
129. Мужилевский, Борис Данилович, первый секретарь Рудненского горкома Компартии Казахстана, член КПСС, г. Рудный. От Индустриального избирательного округа № 150 Кустанайской области.
130. Мукашев, Рахмет Желдыбаевич, начальник кафедры Карагандинйской высшей школы МВД СССР, член КПСС, г. Караганда. От Союза юристов Казахстана.
131. Мусалимов, Идеал Галиевич, генеральный директор производственного объединения «Казстройполимер», член КПСС, г. Караганда. От Новомайкудукского избирательного округа № 108 Карагандинской области.
132. Мустафетов, Есенгельды Абельмазинович, начальник управления Комитета государственной безопасности Казахской ССР по Чимкентской области, член КПСС, г. Чимкент. От Туркестанского избирательного округа № 267 Чимкентской области.
133. Назарбаев, Нурсултан Абишевич, первый секретарь ЦК Компартии Казахстана, Председатель Верховного Совета Казахской ССР, член КПСС, г. Алма-Ата. От Меркенского избирательного округа № 86 Джамбулской области.
134. Найманбаев, Калдарбек Найманбаевич, директор издательства «Жазушы», секретарь правления Союза писателей Казахстана, член КПСС, г. Алма-Ата. От Союза писателей Казахстана.
135. Новиков, Александр Николаевич, бригадир тракторно-полеводческой бригады совхоза «Койбагорский» Карасуского района, член КПСС, с. Карамырза. От Карасуского избирательного округа № 154 Кустанайской области.
136. Новиков, Николай Алексеевич, управляющий трестом «Казахтрансстрой», член КПСС, г. Алма-Ата. От Чуйского избирательного округа № 91 Джамбулской области.
137. Новиков, Фёдор Афанасьевич, председатель исполкома Гурьевского областного Совета народных депутатов, член КПСС, г. Гурьев. От Заводского избирательного округа № 67 Гурьевской области.
138. Новоселова, Светлана Григорьевна, председатель оргкомитета МЖК Текелийского свинцово-цинкового комбината, член КПСС, г. Текели Талды-Курганской области. От Ленинского Коммунистического Союза Молодежи Казахстана.
139. Норузова, Гулсимхан Гурахуновна, доярка совхоза «Бирлик» Панфиловского района, член КПСС, с. Чулокай. От Панфиловского избирательного округа № 214 Талды-Курганской области.
140. Нуркадилов, Заманбек Калабаевич, председатель исполкома Алма-Атинского городского Совета народных депутатов, член КПСС, г. Алма-Ата. От Гагаринского избирательного округа № 10 г. Алма-Аты.
141. Нурмагамбетов, Сагадат Кожахметович, председатель Казахского республиканского совета ветеранов войны и труда, член КПСС, г. Алма-Ата. От Коммунистической партии Казахстана.
142. Нисанбаев, Ратбек, муфтий духовного управления мусульман Казахстана, г. Алма-Ата. От Бугунского избирательного округа № 252 Чимкентской области.
143. Обухов, Владимир Васильевич, командир Усть-Каменогорского объединённого авиапредприятия, член КПСС, г. Усть-Каменогорск. От Защитинского избирательного округа № 53 Восточно-Казахстанской области.
144. Омаров, Кайсар Оспанович, второй секретарь Целиноградского обкома Компартии Казахстана, член КПСС, г. Целиноград. От Есильскего избирательного округа № 238 Целиноградской области.
145. Оразалиев, Нурлан Мыркасымович, первый секретарь правления Союза театральных деятелей Казахстана, член КПСС, г. Алма-Ата. От Союза театральных деятелей Казахстана.
146. Оспанов, Бакыт Сагындыкович (каз.), первый секретарь Нарынкольского райкома Компартии Казахстана, член КПСС, с. Нарынкол. От Кегенского избирательного округа № 29 Алма-Атинской области.
147. Пономарёв, Александр Фёдорович, председатель исполкома Константиновского сельского Совета народных депутатов, член КПСС, с. Константиновна Арыкбалыкского района. От Арыкбалыкского избирательного округа № 134 Кокчетавской области.
148. Примкулов, Керимкул, председатель профкома Чимкентского производственного объединения «Фосфор», член КПСС, г. Чимкент. От профессиональных союзов Казахстана.
149. Раев, Мурат Кумарович, начальник управления по учёту и распределению жилой площади Алма-Атинского горисполкома, член КПСС, г. Алма-Ата. От Союза юристов Казахстана.
150. Рогозина, Антонина Сергеевна, штамповщица завода «Целиноградсельмаш», член КПСС, г. Целиноград. От Коммунистической партии Казахстана.
151. Романов, Анатолий Фёдорович, председатель исполкома Алма-Атинского областного Совета депутатов, член КПСС, Г, Алма-Ата. От Иссыкского избирательного округа № 33 Алма-Атинской области.
152. Романский, Владимир Юрьевич командир самолёта АН-2 Карагандинского авиапредприятия, член КПСС, г. Караганда. От профессиональных союзов Казахстана.
153. Руденко, Пётр Никитич, боец скота Семипалатинского мясоконсервного комбината им. М. И. Калинина, член КПСС, г. Семипалатинск. От Коммунистической партии Казахстана.
154. Руди, Виктор Кондратьевич, председатель колхоза им. Кирова председатель Совета колхозов Казахской ССР, член КПСС, с. Розовка Павлодарского района Павлодарской области. От колхозов, объединяемых Республиканским советом колхозов.
155. Рымжанов, Ораз Макатович, второй секретарь Союза кинематографистов Казахстана, г. Алма-Ата. От Союза кинематографистов Казахстана.
156. Сабденов, Оразалы Сабденович, старший научный сотрудник Института экономики АН Казахской ССР.
157. Сагинтаев, Сапар Сагинтаевич, председатель исполкома Актюбинского областного Совета народных депутатов, член КПСС, г. Актюбинск. От Темирского избирательного округа № 47 Актюбинской области.
158. Садвакасов, Еркен Аскарович, бригадир тракторно-полеводческой бригады совхоза им. 50-летия ВЛКСМ, член КПСС, Н. Покровка Сергеевского района Северо-Казахстанской области. От Коммунистической партии Казахстана.
159. Садулова, Валентина Кушаргалиевна, аппаратчик-гидрометаллург Павлодарского алюминиевого завода, член КПСС, г. Павлодар. От женских советов, объединяемых Республиканским советом женщин.
160. Садыков, Галим Садыкович, врач-хирург Лисаковской городской больницы, член КПСС, г. Лисаковск Кустанайской области. От Коммунистической партии Казахстана.
161. Саламатин, Альберт Гергардович, генеральный директор производственного объединения «Карагандауголь», член КПСС, г. Караганда. От Шахтинского избирательного округа № 119 Карагандинской области.
162. Салихбаев, Заурбек Салихбаевич, бригадир комсомольского молодёжного коллектива совхоза «Кзылкумский», член КПСС, с. Кзылкум Чардарьинского района Чимкентской области. От Ленинского Коммунистического Союза Молодежи Казахстана.
163. Сандыбаев, Нурланбек Болекбаевич, главный врач Урджарской центральной районной больницы, член КПСС, с. Урджар. От Урджарского избирательного округа № 204 Семипалатинской области.
164. Сапаров, Нартай, директор совхоза «Комсомольский» Чардаринского района, Чимкентской области. От Чардаринского избирательного округа № 270 Чимкентской области.
165. Сарин, Амангали Саринович, председатель исполкома Восточно-Казахстанского областного Совета народных депутатов, член КПСС, г. Усть-Каменогорск. От Южного избирательного округа № 60 Восточно-Казахстанской области.
166. Сартаев, Султан Сартаевич, заведующий кафедрой юридического факультета Казахского государственного университета им. С. М. Кирова, член КПСС, г. Алма-Ата. От Союза юристов Казахстана.
167. Сенько, Валерий Леонидович, электрослесарь Иртышского химико-металлургического завода, член КПСС, пос. Первомайский Шемонаихинского района. От Шемонаихинского избирательного округа № 64 Восточно-Казахстанской области.
168. Смаилов, Камал Сейтжанович, главный редактор журнала «Казахстан комунисы», председатель правления Союза журналистов Казахстана, член КПСС, г. Алма-Ата. От Союза журналистов Казахстана.
169. Старовойтов, Владимир Захарович, водитель автопарка № 3 Джамбульского производственного объединения транспорта, член КПСС, г. Джамбул. От Железнодорожного избирательного округа № … Джамбулской области.
170. Степанов, Александр Евменович, первый секретарь Державинского райкома Компартии Казахстана, член КПСС, г. Державинск. От Державинского избирательного округа № 236 Целиноградской области.
171. Субботин, Сергей Анатольевич, помощник начальника политического отдела по комсомольской работе Восточного пограничного округа КГБ СССР, член КПСС, г. Алма-Ата. От Ленинского Коммунистического Союза Молодежи Казахстана.
172. Сулейменов, Нурлан Ильясович, председатель исполкома Ауэзовского районного Совета народных депутатов, член КПСС, г. Алма-Ата. От Северного избирательного округа № 6 г. Алма-Ата.
173. Сулейменов, Тимур Бимашевич (каз.), председатель правления Союза дизайнеров Казахстана. г. Алма-Ата. От Союза дизайнеров Казахстана.
174. Сутюшев, Мидхат Усманович, председатель городского совета ветеранов войны и труда, член КПСС, г. Петропавловск Северо-Казахстанской области. От Казахской республиканской организации ветеранов войны и труда.
175. Сытов, Юрий Николаевич (польск.), председатель Лениногорского городского Совета народных депутатов, г. Лениногорск. От Горняцкого избирательного округа № 54 Восточно-Казахстанской области.
176. Такежанов, Саук Темирбаевич, генеральный директор производственного объединения «Казсвинец» Министерства металлургии СССР, председатель правления Казахской республиканской ассоциации «Казметалл», член КПСС, г. Алма-Ата. От Джезказганского избирательного округа № 93 Джезказганской области.
177. Такуов, Хайржан Шайхиевич, председатель Комиссии партийного контроля при ЦК Компартии Казахстана, член КПСС, г. Алма-Ата. От Джамбейтинского избирательного округа № 219 Уральской области.
178. Тасмагамбетов, Имангали Нургалиевич, первый секретарь ЦК ЛКСМ Казахстана, член КПСС, г. Алма-Ата. От Ленинского Коммунистического Союза Молодежи Казахстана.
179. Таукенов, Касым Аппасович, первый секретарь Кокчетавского обкома Компартии Казахстана, член КПСС, г. Кокчетав. От Ленинградского избирательного округа № 140 Кокчетавской области.
180. Терещенко, Сергей Александрович, первый заместитель Председателя Верховного Совета Казахской ССР, член КПСС, г. Алма-Ата. От Ленгерского избирательного округа № 258 Чимкентской области.
181. Тиникеев Мухтар Бакирович, горнорабочий очистного забоя шахты «Кировская», член КПСС, г. Караганда. От Кузембаевского избирательного округа № 103 Карагандинской области.
182. Третьяков, Владимир Дмитриевич, бригадир горнорабочих шахты «Кировская» производственного объединения «Карагандауголь», член КПСС, г. Караганда. От профессиональных союзов Казахстана.
183. Тулепбаев, Ерболат Тогисбаевич, секретарь правления Союза художников Казахстана, г. Алма-Ата. От Союза художников Казахстана.
184. Тургамбаев, Галым Тургамбаевич, директор совхоза «Басчийский» Кербулакского района, член КПСС, с. Калинине. От Каратальского избирательного округа № 211 Талды-Курганской области.
185. Турганбеков, Асылмурат Турганбекович, первый секретарь Панфиловского райкома Компартии Казахстана, член КПСС, г. Панфилов. От Коктальского избирательного округа № 215 Талды-Курганской области.
186. Турсунов, Сагинбек Токабаевич, председатель исполкома Талды-Курганского областного Совета народных депутатов, член КПСС, г. Талды-Курган. От Аксуского избирательного округа № 208 Талды-Курганской области.
187. Тутеволь, Игорь Николаевич, первый секретарь Восточно-Казахстанского обкома Компартии Казахстана, член КПСС, г, Усть-Каменогорск. От Степного избирательного округа № 63 Восточно-Казахстанской области.
188. Туякбаев Жармахан Айтбаевич, прокурор Гурьевской области, член КПСС, г. Гурьев. От Индерского избирательного округа № 70 Гурьевской области.
189. Укин Кенжебек Укинович, председатель исполкома Кустанайского областного Совета народных депутатов, член КПСС, г. Кустанай. От Амангельдинского избирательного округа № 152 Кустанайской области.
190. Уразалин, Амангельды Байдалович, первый секретарь Кийминского райкома Компартии Казахстана, член КПСС, с. Жана-Кийма Кийминского района. От Жаксынского избирательного округа № 239 Целиноградской области.
191. Уркумбаев, Марс Фазылович, ректор Джамбулского гидро-мелиоративно-строительного института, член КПСС, г. Джамбул. От Сатпаевского избирательного округа № 80 Джамбулской области.
192. Утеев, Сайлау Габбасович, директор совхоза им. XXV партсъезда Московского района, член КПСС, с. Новоузенка. От Советского избирательного округа № 187 Северо-Казахстанской области.
193. Федорякин, Владимир Алексеевич, машинист экскаватора Атасуйского горно-обогатительного комбината, член КПСС, г. Каражал Джезказганской области. От Коммунистической партии Казахстана.
194. Федотова, Зинаида Леонтьевна, проректор Алма-Атинской высшей партийной школы, член КПСС, г. Алма-Ата. От Коммунистической партии Казахстана.
195. Фетисов, Владимир Анатольевич, директор Донского горно-обогатительного комбината, член КПСС, г. Хромтау. От Новороссийского избирательного округа № 45 Актюбинской области.
196. Фоос, Владимир Карлович, проходчик Риддерского рудника Лениногорского полиметаллического комбината, член КПСС, г. Лениногорск. От профессиональных союзов Казахстана.
197. Фоос, Эдвин Эдуардович, председатель колхозе «Заветы Ильича» Бородулихинского района, член КПСС, с. Бородулиха. От Бородулихинского избирательного округа № 199 Семипалатинской области.
198. Хагажеев Джонсон Галович, генеральный директор производственного объединения «Балхашмедь», член КПСС, г. Балхаш. От Балхашского избирательного округа № 95 Джезказганской области.
199. Хайраманов, Сайлаубай Атуевич, старший чабан совхоза им. 60-летия ВЛКСМ, член КПСС, с. Чубаровка Бугунского района. От Коммунистической партии Казахстана.
200. Хворов, Юрий Павлович, первый секретарь Капчагайского горкома Компартии Казахстана, член КПСС, г. Капчагай. От Капчагайского избирательного округа № 35 Алма-Атинской области.
201. Ходжаназаров Усен Турлибекович, председатель добровольного общества инвалидов города Экибастуэа, член КПСС, г. Экибастуз Павлодарской области. От профессиональных союзов Казахстана.
202. Ходов, Александр Александрович, начальник внутренних войск МВД СССР по Средней Азии и Казахстану, член КПСС, г. Алма-Ата. От Энбекшиказахского избирательного округа № 34 Алма-Атинской области.
203. Чернов, Вячеслав Фёдорович, второй секретарь Джамбулского обкома Компартии Казахстана, член КПСС, г. Джамбул. От Свердловского избирательного округа № 89 Джамбулской области.
204. Чукенов, Докдырбай Сисекешович, водитель автотранспортного предприятия № 5, член КПСС, г. Новый Узень Гурьевской области. От Ленинского Коммунистического Союза Молодежи Казахстана.
205. Чуланов, Булат Габдулович, председатель республиканского комитета профсоюза работников металлургической промышленности, член КПСС, г. Алма-Ата. От профессиональных союзов Казахстана.
206. Шардарбеков, Шарипбек Шардарбекович, председатель исполкома Джезказганского областного Совета народных депутатов, член КПСС, г. Джезказган. От Джездинского избирательного округа № 100 Джезказганской области.
207. Шаухаманов, Сеилбек Шаухаманович, первый секретарь Кзыл-Ординского обкома Компартии Казахстана, председатель областного Совета народных депутатов, член КПСС, г. Кзыл-Орда. От Чиилийского избирательного округа № 130 Кзыл-Ординской области.
208. Шегиров, Амангазы Ахметкалиевич, первый секретарь Талды-Курганского горкома Компартии Казахстана, член КПСС, г. Талды-Курган. От Талды-Курганского Южного избирательного округа № 207 Талды-Курганской области.
209. Шемамский, Валерьян Александрович, первый секретарь Чимкентского горкома Компартии Казахстана, председатель Чимкентского городского Совета народных депутатов, член КПСС, г. Чимкент. От Ауэзовского избирательного округа № 245 Чимкентской области.
210. Шепель, Владимир Николаевич, заведующий Общим отделом ЦК Компартии Казахстана, член КПСС, г. Алма-Ата. От Тарановского избирательного округа № 160 Кустанайской области.
211. Шеримкулов Досыбай Айтбаевич (каз.), первый секретарь Сузакского райкома Компартии Казахстана, председатель Сузакского районного Совета народных депутатов, член КПСС, с. Чулаккурган. От Сузакского избирательного округа № 266 Чимкентской области.
212. Юрченко, Григорий Петрович, председатель Джезказганского облсовпрофа, член КПСС, г. Джезказган. От профессиональных союзов Казахстана.

## Список народных депутатов Казахской ССР, избранных 1, 7 и 8 апреля 1990 г.
1. Абдазимов, Абдипаттах (каз.), председатель правления колхоза им. Ленина Сайрамского района, член КПСС, с. Сайрам. От Сайрамского избирательного округа № 262 Чимкентской области.
2. Абдрахимова, Дина Ергазиевна, министр социального обеспечения Казахской ССР, член КПСС, г. Алма-Ата. От Пахта-аралского избирательного округа № 260 Чимкентской области.
3. Абдыхаев, Сабыр Жапархапович, директор совхоза «Байгунус», член КПСС, с. Байконыс Качирского района. От Качирского избирательного округа № 168 Павлодарской области.
4. Ажгалеев, Баян Райкулович, механизатор совхоза «Полтавский», член КПСС, с. Полтавка Чингирлауского района. от Берлинского избирательного округа № 218 Уральской области.
5. Аксёнов, Сергей Григорьевич, проходчик шахты «Актасская» производственного объединения «Карагандауголь», член КПСС, г. Сарань. От Саранского избирательного округа № 114 Карагандинской области.
6. Алимтаев, Итен Алимтаевич, начальник строительно-монтажного управления производственного объединения «Каратау», член КПСС, г. Жанатас. От Жанатасского избирательного округа № 88 Джамбулской области.
7. Антоненков, Геннадий Иванович, секретарь парткома производственного объединения «Петропавловский завод тяжёлого машиностроения», член КПСС, г. Петропавловск. От Строительного избирательного округа № 190 Северо-Казахстанской области.
8. Артюшенко, Леонид Аркадьевич, заместитель главного геолога производственного объединения «Севказгеология», беспартийный, г. Кустанай. От Ленинского избирательного округа № 143 Кустанайской области.
9. Архипов, Иван Григорьевич, главный инженер института «Казгипрозем», член КПСС, г. Алма-Ата. От Заводского избирательного округа № 19 г. Алма-Аты.
10. Асильбаев, Ергеш (каз.), заместитель председателя правления колхоза им. В. И. Ленина Сарыагачского района. член КПСС, с. Тоболино. От Жемистинского избирательного округа № 264 Чимкентской области.
11. Асылбаев, Олжабай Наутбекович, начальник объединения «Карагандаоблагропромстрой», член КПСС, г. Қарагаңда. От Комсомольского избирательного округа № 104 Карагандинской области.
12. Атрушкевич, Павел Александрович, ректор Алма-Атинского архитектурно-строительного института, член КПСС, г. Алма-Ата. От Западного избирательного округа № 1 г. Алма-Аты.
13. Баженов, Михаил Валерианович, директор Краснооктябрьского — бокситового рудоуправления, член КПСС, г. Лисаковск. От Лисаковского избирательною округа № 149 Кустанайской области.
14. Байбатыров, Серик Катенович, председатель Каратальского районного народного суда, член КПСС, г. Уштобе. От Каратальского избирательного округа № 212 Талды-Курганской области.
15. Байдаулетов, Иманали Оспанович (каз.), генеральный директор Чимкентского городского регионального медицинского объединения, главный врач медсанчасти «Фосфор», член КПСС, г. Чимкент. От Рыскуловского избирательного округа № 250 Чимкентской области.
16. Баумейстер, Владимир Альбертович, главный врач дорож-ной больницы станции Целиноград, член КПСС, г. Целиноград. От Железнодорожного избирательного округа № 229 Целиноградской области.
17. Башенов, Шавиден Жияншаевич, военнослужащий, член КПСС, р. п. Гвардейский Курдайского района. От Красногорского избирательного округа № 84 Джамбулской области.
18. Белик, Борис Денисович, начальник управления охраны при управлении внутренних дел Алма-Атинского горисполкома, член КПСС, г. Алма-Ата. От Абайского избирательного округа № 21 г. Алма-Аты.
19. Бельгибаев, Есенбай Есенжолович, начальник Кзыл-Ординского проектно-эксплуатационного жилищно-строительного объединении автомобильных дорог, член КПСС, г. Кзыл-Орда. От Придарьинского избирательного округа № 125 Кзыл-Ординской области.
20. Березовский, Вадим Николаевич, военнослужащий, член КПСС, г. Ленинск, Кзыл-Ординская область. От Байконурского избирательного округа № 165 города Ленинска.
21. Битимбаев, Марат Жакулович, директор Ачисайского полиметаллического комбината, член КПСС, г. Кентау. От Кентауского избирательного округа № 251 Чимкентской области.
22. Булекпаев, Аманжол Куанышевич, председатель исполкома Целиноградского городского Совета народных депутатов, член КПСС, г. Целиноград. От Центрального избирательного округа № 228 Целиноградской области.
23. Ваганов, Александр Павлович, директор совхоза «Чистовский», член КПСС, с. Чистовское Булаевского района, От Булаевского избирательного округа № 183 Северо-Казахстанской области.
24. Вейс, Реймунд Гербертович, заместитель главного врача областной больницы по диагностике, член КПСС, г. Джамбул. От Заводского избирательного округа № 78 Джамбулской области.
25. Власенко, Сергей Яковлевич, заведующий рентгенологическим отделением второй городской больницы, член КПСС, г. Петропавловск. От Промышленного избирательного округа № 189 Северо-Казахстанской области.
26. Водолазов, Виктор Борисович, корреспондент областной газеты «Приуралье», беспартийный, г Уральск. От Центрального избирательного округа № 225 Уральской области.
27. Волков, Владимир Витальевич, главный врач городской детской больницы, член КПСС, г. Уральск. От Железнодорожного избирательного округа № 227 Уральской области.
28. Воронко, Николай Артёмович, начальник отдела внутренних дед исполкома Кокчетавского районного Совета народных депутатов, член КПСС, с. Красный Яр Кокчетавского района. От Красноярского избирательного округа № 138 Кокчетавской области.
29. Воронов, Виталий Иванович, старший следователь прокуратуры города Щучинска, член КПСС, пос. Боровое Шучинского горсовета. От Щучинского избирательного округа № 142 Кокчетавской области.
30. Герт, Николай Яковлевич, директор совхоза «Красноярский», член КПСС, с. Жангызкудук Целиноградского района. От Целиноградского избирательного округа № 244 Целиноградской области.
31. Горчак, Ярослав Дмитриевич, начальник домостроительного комбината Прикаспийского управления строительства, член КПСС, г. Шевченко. От Шевченковского избирательного округа № 76 Гурьевской области.
32. Гуляев, Владимир Александрович, слесарь-сборщик завода им. С. М. Кирова, член КПСС, г. Петропавловск, От Центрального избирательного округа № 191 Северо-Казахстанской области.
33. Дайрабаев, Жигули Молдакалыкович, председатель правления колхоза им. Джамбула Луговского района, член КПСС, с. Теренозек. От Луговского избирательного округа № 85 Джамбулской области.
34. Джолдасбеков, Умирбек Арисланович, заведующий лабораторией «Анализ и синтез механизмов высоких классов» Института математики и механики Академии наук Казахской ССР, член КПСС, г. Алма-Ата. От Вузовского избирательного округа № 8 г. Алма-Аты.
35. Дридлер, Христиан Давидович, управляющий трестом «Казнефтедорстрой», член КПСС, г. Алма-Ата. От Каскеленского избирательного округа № 28 Алма-Атинской области.
36. Дуйсекеев, Амангельды, начальник управления здравоохранения исполкома Алма-Атинского городского Совета народных депутатов, член КПСС, г. Алма-Ата. От Дзержинского избирательного округа № 9 г. Алма-Аты.
37. Ережепов, Кайролла Жеткизгенович, первый секретарь Ералиевского райкома Компартии Казахстана, член КПСС, п. Ералиево Ералиевского района. От Новоузенского Избирательного округа № 73 Гурьевской области.
38. Ермоленко, Виталий Иванович, начальник Кокчетавского автобусного парка, член КПСС, г. Кокчетав. От Восточного избирательного округа № 133 Кокчетавской области.
39. Ертысбаев, Ермухамет Кабидинович, заведующий кафедрой Карагандинского медицинского института, член КПСС, г. Караганда. От Ленинского избирательного округа № 105 Карагандинской области.
40. Жаворонкова, Тамара Васильевна, председатель Талгарского городского Совета народных депутатов, член КПСС, г. Талгар, от Талгарского избирательного округа № 36 Алма-Атинской области.
41. Жанадилов, Болат Сулейменович (каз.), главный врач Кокчетавской областной больницы, член КПСС, г. Кокчетав. От Западного избирательного округа № 132 Кокчетавской области.
42. Жангуразов, Ибрагим Даутович, генеральный директор Вишневского производственного объединения по птицеводству им. 60-летия СССР, член КПСС, с. Ижевское Вишневского района. От Ерментауского избирательного округа № 237 Целиноградской области.
43. Задорожный, Николай Васильевич, многостаночник научно-производственного объединения «Агрореммаш», член КПСС, г. Алма-Ата. От Верненского избирательного округа № 13 г. Алма-Аты.
44. Заика, Анна Анатольевна, главный врач детской городской больницы, беспартийная, г. Целиноград. От Заводского избирательного округа № 230 Целиноградской области
45. Зеленский, Сергей Михайлович, первый заместитель председателя исполкома Октябрьского районного Совета народных депутатов г. Алма-Аты, член КПСС, г. Алма-Ата. От Аэропортовского избирательного округа № 14 г. Алма-Аты.
46. Исимбаева, Гульмира Истайбековна, учительница Учаральской средней школы Таласского района, член КПСС, с. Учарал. От Каратауского избирательного округа № 90 Джамбулской области.
47. Искаков, Тынысбек, бригадир рисоводческой бригады № 3 совхоза им. XXIV съезда КПСС Яныкурганского района, член КПСС, с Каратюбе. От Яныкурганского избирательного округа № 131 Кзыл-Ординской области.
48. Кадырбеков, Бахтияр Артукбаевич, декан механического факультета Казахского химико-технологического института, кандидат в члены КПСС, г. Чимкент. От Заводского избирательного округа № 246 Чимкентской области.
49. Казаков, Александр Сергеевич, машинист тепловоза локомотивного депо станции Павлодар, член КПСС, г. Павлодар. От Ленинского избирательного округа № 178 Павлодарской области.
50. Какишев, Жандарбек Шамильевич, директор Гурьевского механического завода, член КПСС, г. Гурьев. От Гагаринского избирательного округа № 65 Гурьевской области.
51. Калматаев, Мурат Дюсембинович, начальник управления внутренних дел Семипалатинского облисполкома, член КПСС, г. Семипалатинск. От Центрального избирательного округа № 194 Семипалатинской области.
52. Калугин, Юрий Михайлович, управляющий трестом «Павлодаржилстрой», член КПСС, г. Павлодар. От Центрального избирательного округа № 181 Павлодарской области.
53. Кальпенов, Ибрагим Сейтмагамбетович, главный врач Актюбинского областного онкологического диспансера, член КПСС, г. Актюбинск. От Актюбинского избирательного округа № 40 Актюбинской области.
54. Камерцель, Виктор Яковлевич, начальник ГАИ УВД Павлодарского облисполкома, член КПСС, г. Павлодар. От Восточного избирательного округа № 176 Павлодарской области.
55. Карбаев, Мухамеджан Сейтешевич, председатель, исполкома Чимкентского областного Совета народных депутатов, член КПСС,г. Чимкент. От Тюлькубасского избирательного округа № 269 Чимкентской области.
56. Карпов, Анатолий Яковлевич, начальник производственно-строительного объединения «Благоустройство», член КПСС, г. Алма-Ата. От Сатпаевского избирательного округа № 3 г. Алма-Аты.
57. Каюпов, Бигали Абдикерович (каз.), первый секретарь Жалагашского райкома Компартии Казахстана, председатель районного Совета народных депутатов, член КПСС, п. Жалагаш. От Кармакчинского избирательного округа № 128 Кзыл-Ординской области.
58. Киинов, Ляззят Кетебаевич, Начальник нефтегазодобывающего управления «Комсомольскнефть», член КПСС, г. Шевченко. От Актауского избирательного округа № 74 Гурьевской области.
59. Кириллин, Валерий Георгиевич, директор шахты «Тентекская» производственного объединения «Карагандауголь», член КПСС, г. Шахтинск. От Шахтинского избирательного округа № 118 Карагандинской области.
60. Княгинин, Александр Александрович, генеральный директор экспериментального производственного объединения «Овцекомплекс» Госагропрома Казахской ССР, беспартийный, г. Семипалатинск. От Железнодорожного избирательного округа № 193 Семипалатинской области.
61. Коваленко, Пётр Павлович, начальник Павлодарского производственного объединения транспорта, член КПСС, г. Павлодар. От Советского избирательного округа № 179 Павлодарской области.
62. Козлов, Александр Фёдорович, собственный корреспондент газеты «Казахстанская правда» по Северо-Казахстанской области, член КПСС, г. Петропавловск. От Железнодорожного избирательного округа № 188 Северо-Казахстанской области.
63. Койшыбеков, Нурбакит, директор государственного проектного института «Алмаата-генплан», член КПСС, г. Алма-Ата. От Коммунистического избирательного округа № 17 г. Алма-Аты.
64. Котельников, Владимир Иванович, первый секретарь Московского райкома Компартии Казахстана г. Алма-Аты, член КПСС, г. Алма-Ата. От Привокзального избирательного округа № 12 г. Алма-Аты.
65. Кот, Татьяна Рафиковна, учительница средней школы № 6, член КПСС, г. Степногорск, от Степногорского избирательного округа № 242 Целиноградской области.
66. Кривобородов, Владимир Николаевич, директор средней школы № 111, член КПСС, г. Алма-Ата. От Комсомольского избирательного округа № 4 г. Алма-Аты.
67. Крыжко, Алексей Леонтьевич, военнослужащий, член КПСС, г. Ленинск, Кзыл-Ординская область. От Ленинского избирательного округа № 163 города Ленинска.
68. Кузьмин, Георгий Алексеевич, генеральный директор производственного кожмехобъединения, член КПСС, г. Семипалатинск. От Затонского избирательного округа № 192 Семипалатинской области.
69. Кулагин, Евгений Викторович, редактор актюбинской областной газеты «Путь к коммунизму», член КПСС, г. Актюбинск. От Фрунзенского избирательного округа № 41 Актюбинской области.
70. Кучинский, Анатолий Мартынович, начальник Целиноградглавснаба Госснаба Казахской ССР, член КПСС, г. Целиноград. От Шортандинского избирательного округа № 243 Целиноградской области.
71. Кыдырбекулы, Балгабек, писатель, пенсионер, член КПСС, г. Алма-Ата. От Узунагачского избирательного округа № 23 Алма-Атинской области.
72. Леонов, Юрий Сергеевич, заместитель главного инженера треста «Казметаллургстрой» член КПСС, г. Темиртау. От Восточного избирательного округа № 117 Карагандинской области.
73. Литовченко, Владимир Арсентьевич, первый секретарь Мартукского райкома Компартии Казахстана, председатель районного Совета народных депутатов, член КПСС, с. Мартук. От Актюбинского сельского избирательного округа № 42 Актюбинской области,
74. Мальцев, Евгений Николаевич, водитель механизированной колонны № 56 треста «Целинэлектросетьстрой», беспартийный, г. Целиноград. От Восточного избирательного округа № 231 Целиноградской области.
75. Манапов, Рашит, председатель колхоза им. XXIII партсъезда, член КПСС, с. Дардамты Уйгурского района. От Чунджинского избирательного округа № 31 Алма-Атинской области.
76. Масолов, Владимир Ильич, машинист, экскаватора рудоуправления комбината «Кустанайасбест», член КПСС, г. Джетыгара. От Джетыгаринского избирательного округа № 148 Кустанайской области.
77. Моисеев, Фёдор Александрович, рабочий цеха № 15 Усть-Каменогорского титано-магниевого комбината, член КПСС, г. Усть-Каменогорск. От Заульбинского избирательного оқруга № 51 Восточно-Казахстанской области.
78. Муканов, Сериккали Кубашевич, начальник отдела БХСС управления внутренних дел Уральского облисполкома, член КПСС, г. Уральск. От Приурального избирательного округа № 221 Уральской области.
79. Мусагитов, Айтказы Уалханович, звеньевой арендного звена фермы № 1 племсовхоза «Первомайский» Жарминского района, член КПСС, с. Ушбиик. От Жарминского избирательного округа № 201 Семипалатинской области.
80. Нагманов, Кажмурат Ибраевич, председатель исполкома Семипалатинского городского Совета народных депутатов, член КПСС, г. Семипалатинск. От Берегового избирательного округа № 195 Семипалатинской области.
81. Неверовский, Евгений Николаевич, военнослужащий, член КПСС, г. Алма-Ата. От Алакульского избирательного округа № 209 Талды-Курганской области.
82. Ниденс, Александр Александрович, управляющий государственным акционерным трестом «Карагандапромстрой», член КПСС, г. Караганда, От Михайловского избирательного округа № 110 Карагандинской области.
83. Нукенов, Сапаргали Кудайбергенович, первый секретарь Ленинского райкома Компартии Казахстана г. Алма-Аты, член КПСС, г. Алма-Ата. От Ленинского избирательного округа № 11 г. Алма-Аты.
84. Нурахметов, Токтархан Нурахметович (каз.), начальник управления КГБ Казахской ССР, член КПСС, г. Алма-Ата. От Иртышского избирательного округа № 62 Восточно-Казахстанской области.
85. Нуртазин, Мараш Мухамедиевич, проходчик участка № 1 подготовительных работ шахты «Карагандинская», член КПСС, г. Караганда. От Юго-Восточного избирательного округа № 112 Карагандинской области.
86. Оспанов, Марат Турдыбекович, секретарь парткома Актюбинского государственного медицинского институте, член КПСС, г. Актюбинск. От Калининского избирательного округа № 37 Актюбинской области.
87. Павлина, Пётр Алексеевич, начальник Боровского автотранспортного предприятия, член КПСС, р. п. Боровской Боровского района. От Боровского избирательного округа № 153 Кустанайской области.
88. Паули, Давид Давидович, директор завода по ремонту горношахтного оборудования, член КПСС. г. Караганда. От Советского избирательного округа № 111 Карагандинской области.
89. Пачин, Савелий Тимофеевич, директор завода «Актюбинсксельмаш», член КПСС, г. Актюбинск. От Железнодорожного избирательного округа № 38 Актюбинской области.
90. Перегрин, Александр Геннадьевич, начальник группы партии геофизического исследования скважин Кустанайской поисково-съёмочной экспедиции, беспартийный, п. Геофизик Кустанайского района. От Кустанайского избирательного округа № 156 Кустанайской области.
91. Петраков, Игорь Алексеевич, военнослужащий, член КПСС, г. Талды-Курган. От Талды-Курганского Северного избирательного округа № 206 Талды-Курганской области.
92. Потапов, Пётр Михайлович, председатель совета молодёжного жилищного комплекса «Отрар», беспартийный, г. Алма-Ата. От Джандосовского избирательного округа № 2 г. Алма-Аты.
93. Рамаданов, Талат Мугришаевич, генеральный директор производственного объединения по переработке, пластмасс «Кзил-ту», член КПСС, г. Алма-Ата. От Тастакского избирательного округа № 7 г. Алма-Аты.
94. Рахыпбеков, Толебай Косиябекович, главный врач медсанчасти треста «Лениногорсксвинецстрой», член КПСС, г. Лениногорск. От Лениногорского избирательного округа № 55 Восточно-Казахстанской области.
95. Розе, Виталий Егорович, директор Абайского горбыткомбината, член КПСС, г. Абай. От Абайского избирательного округа № 113 Карагандинской области.
96. Своик, Пётр Владимирович, директор Уральской ТЭЦ, член КПСС, г. Уральск. От Заводского избирательного округа № 226 Уральской области.
97. Сельбаев, Жолдыбай, начальник Гурьевского отделения Западно-Казахстанской железной дороги, член КПСС, г. Гурьев. От Железнодорожного избирательного округа № 66 Гурьевской области.
98. Сухов, Юрий Матвеевич, директор Макинского завода поршневых колец им. В. И. Ленина, член КПСС, г. Макинск. От Макинского избирательного округа № 241 Целиноградской области.
99. Тажиев, Есентай Бодесович, главный врач городской клинической больницы № 1, член КПСС, г. Алма-Ата. От Аксайского избирательного округа № 5 г. Алма-Аты.
100. Тамшибаева, Злиха Жанболатовна, директор совхоза «Енбекши» им. 60-летия СССР Кировского района, член КПСС, с. Амангельды. От Кировского избирательного округа № 213 Талды-Курганской области.
101. Тогайбаев, Ислам Уакитович, председатель исполкома Карагандинского областного Совета народных депутатов, член КПСС, г. Караганда. От Осакаровского избирательного округа № 121 Карагандинской области.
102. Токбергенов, Бурида Токбергенович, управляющий трестом «Джетысайсельстрой» № 3, член КПСС, г. Джетысай. От Джетысайского избирательного округа № 255 Чимкентской области.
103. Тохтаров, Сергей Тельманович, второй секретарь Усть-Каменогорского горкома комсомола, член КПСС, г. Усть-Каменогорск. От Центрального избирательного округа № 50 Восточно-Казахстанской области.
104. Тохтаров, Танирберген Тохтарович, заведующий отделом здравоохранения Семипалатинского облисполкома, член КПСС, г. Семипалатинск. От Бескарагайского избирательного округа № 198 Семипалатинской области.
105. Третьяков, Валерий Михайлович, начальник управления Комитета государственной безопасности Казахской ССР, член КПСС, г. Алма-Ата. От Медеуского избирательного округа № 20 г. Алма-Аты.
106. Трубников, Лев Михайлович, генеральный директор производственного геологического объединения «Востказгеология», член КПСС, г. Усть-Каменогорск. От Усть-Каменогорского избирательного округа № 49 Восточно-Казахстанской области.
107. Тугельбаев, Сагат Кашкенович, заместитель начальника управления по организации проектирования и создания с инофирмами совместного предприятия «Королевская» производственного объединения «Тенгизнефтегаз», член КПСС, п. Кульсары Эмбинского района. От Эмбинского избирательного округа № 71 Гурьевской области.
108. Тшанов, Амалбек Козыбакович, генеральный директор производственного объединения «Югстройконструкция», член КПСС, г. Чимкент. От Коммунистического избирательного округа № 249 Чимкентской области.
109. Уполходжаев, Алпысбай Сергазиевич (каз.), слесарь-дизелист Кзыл-Ординского локомотивного депо, член КПСС, г. Кзыл-Орда. От Железнодорожного избирательного округа № 124 Кзыл-Ординской области.
110. Ушбаев, Кенесбай Ушбаевич, директор Чимкентского филиала Алма-Атинского государственного медицинского института им. С. Д. Асфендиярова, член КПСС, г. Чимкент. От Дзержинского избирательного округа № 247 Чимкентской области.
111. Федосенко, Пётр Михайлович, начальник УВД Темиртатауского горисполкома, член КПСС, г. Темиртау. От Темиртауского избирательного округа № 116 Карагандинской области.
112. Федотов, Владимир Алексеевич, начальник комбината «Каратандашахтострой», член КПСС, г. Караганда. От Кировского избирательного округа № 102 Карагандинской области.
113. Филаретова, Людмила Александровна, организатор внеклассной и внешкольной работы средней школы № 24 г. Джезказгана, член КПСС, г. Никольский. От Никольского избирательного округа № 97 Джезказганской области.
114. Фрезоргер, Анатолий Давыдович, ректор Павлодарского индустриального института, член КПСС, г. Павлодар. От Берегового избирательного округа № 175 Павлодарской области.
115. Хомула, Пётр Николаевич, бригадир каменщиков СУ-1 треста «Павлодаржилстрой», член КПСС, г. Павлодар. От Строительного избирательного округа № 180 Павлодарской области.
116. Христенко, Александр Фёдорович, директор Карагандинской сельскохозяйственной опытной станции, член КПСС, с. Центральное Тельманского района. От Мичуринского избирательного округа № 122 Карагандинской области
117. Черепов, Вячеслав Павлович, старшин плавильщик цеха № 2 Ермаковского завода ферро-сплавов, член КПСС, г. Ермак. От Ермаковского избирательного округа № 172 Павлодарской области.
118. Чернышёв, Владимир Васильевич, бригадир комплексной бригады строительного управления «Промстрой» треста «Кустанайтяжстрой», беспартийный, г. Кустанай. От Бауманского избирательного округа № 144 Кустанайской области.
119. Чугунов, Виктор Павлович, звеньевой монтажников управления № 1 треста «Казмехмонтаж», член КПСС, г. Темиртау. От Металлургического избирательного округа № 115 Карагандинской области.
120. Чумаченко, Пётр Николаевич, военнослужащий, член КПСС, г. Ленинск, Кзыл-Ординская область. От Калининского избирательного округа № 164 города Ленинска.
121. Шабенов, Каиржан Шабенович, директор совхоза «Голубовский», член КПСС, с. Тохта Иртышского района. От Иртышского избирательного округа № 169 Павлодарской области.
122. Шакенов, Сакен Берикказиевич, учитель неполной средней школы № 7 города Аягуза, член КПСС, г. Аягуз. От Аягузского избирательного округа № 203 Семипалатинской области.
123. Шуллер, Эдуард Филиппович, бригадир тракторно-полеводческой бригады совхоза «Новонежинский», беспартийный, с. Новонежинка Семиозерного района. От Семиозерного избирательного округа № 159 Кустанайской области.
124. Шумиленко, Владимир Петрович, начальник УВД Карагандинского облисполкома, член КПСС, г. Караганда. От Степного избирательного округа № 106 Карагандинской области.
125. Шуховцов, Анатолий Иванович, председатель Актюбинского облагропромкомитета, член КПСС, г. Актюбинск. От Ленинского избирательного округа № 39 Актюбинской области.
126. Язиков, Виктор Григорьевич, генеральный директор объединения «Волковгеология», член КПСС, г. Алма-Ата. От Джамбулского избирательного округа № 18 г. Алма-Аты.

## Председатели
1. Абдильдин, Серикболсын Абдильдаевич — и. о. председателя, председатель (16 октября 1991 года — 28 января 1993 года).
2. Асанбаев, Ерик Магзумович — председатель (24 апреля 1990 — 16 октября 1991).